# Pantana niasana
Pantana niasana är en fjärilsart som beskrevs av Swinhoe 1907. Pantana niasana ingår i släktet Pantana och familjen tofsspinnare. Inga underarter finns listade i Catalogue of Life.